# Wilhelm Erbt
Friedrich Wilhelm Johannes Erbt (geboren 23. Februar 1876 in Berlin; gestorben 15. März 1944 in Bad Nauheim) war ein deutscher Theologe, Schulleiter und antisemitischer Autor.

## Leben
Erbt studierte ab 1896 Evangelische Theologie an der Universität Halle, anschließend an der Universität Greifswald, wo er 1900 zum Dr. phil. promoviert wurde. Er wurde 1903 in Leipzig zum Dr. theol. promoviert und im selben Jahr ordiniert. Nach kurzer Tätigkeit als Pfarrer in der Nähe von Bromberg wurde er Lehrer, zuerst in Posen, ab 1911 an der Klaus-Groth-Schule Neumünster, wo er später zum Direktor aufstieg. Für die DNVP saß er im Rat der Stadt. 1937 ging er in den Ruhestand.
Erbt trat zuerst als Bibelwissenschaftler hervor und veröffentlichte vielfach aufgelegte Schulbücher über Kirchen und Religionsgeschichte. In den 1920er Jahren gehörte er zu den einflussreichsten Autoren, die eine rassistische Geschichtssicht verbreiteten und eine „Germanisierung des Christentums“ propagierten. Schon 1921 veröffentlichte er eine antisemitische Schrift, auf die er sich in einem späten Aufsatz in der Zeitschrift Volk im Werden noch berief.

## Schriften (Auswahl)
- Die Purimsage in der Bibel. Greifswald, Univ., Diss. 1900 (Digitalisat).
- Elia, Elisa, Jona. Ein Beitrag zur Geschichte des 9. und 8. Jahrhunderts. Pfeiffer, Leipzig 1907 (Digitalisat).
- Kirchengeschichte. Ein Lehrbuch für höhere Mädchenschulen und die mittleren Klassen der Studienanstalt. Diesterweg, Frankfurt am Main 1910 (und weitere Auflagen).
- Das Markusevangelium. Eine Untersuchung über die Form der Petruserinnerungen und die Geschichte der Urgemeinde. Hinrichs, Leipzig 1912.
- Von Jerusalem nach Rom. Untersuchungen zur Geschichte und Geschichtsdarstellung des Urchristentums. Hinrichs, Leipzig 1912.
- Die Entstehung des Christentums: Jesus. Pfeiffer, Leipzig 1914.
- Geschichte der Religion in der Alten Welt für reifere Schüler und Schülerinnen. Diesterweg, Frankfurt am Main 1918.
- Die deutsche Erziehung. Eine Geschichte der Lebenswerte unsers Volkes und ihrer Verwirklichung an seiner Jugend. Diesterweg, Frankfurt am Main 1920.
- Deutsche Einsamkeiten. Der Roman unseres Volkes. Verlag der Täglichen Rundschau, Berlin 1921.
- Das Judentum. Die Wahrheit über seine Entstehung. Meyersche Hofbuchh., Detmold 1921.
- Das deutsche Rätsel. Eine Lösung. Delta, Berlin-Wilmersdorf 1922.
- Das deutsche Schicksal im untergehenden Abendlande. Weltgeschichtliche Ausblicke. Brunnen-Verlag, Berlin 1923.
- Weltgeschichte auf rassischer Grundlage. Urzeit, Morgenland und Mittelmeer. Wachholtz, Neumünster 1924 (und weitere Auflagen).
- Jesus, der Heiland aus nordischem Blute und Mute. Der Heimweg von dem kirchlichen zum wirklichen Heilande. Roth, Stuttgart 1926.
- Artgemäße Religion. Diesterweg, Frankfurt am Main 1932.
- Gottesdienst und Göttersage der Germanen. Wachholtz, Neumünster 1941.